# Fairfield, Kalifornija
Fairfield je grad u američkoj saveznoj državi Kaliforniji. Prema procjeni iz 2009. godine ima 106.440 stanovnika. Nalazi se u okrugu Solano čije je i sjedište, otprilike na pola puta između Sacramenta (60 km) i San Francisca (65 km zračne linije).
Grad je 1859. osnovao trgovac i pomorski kapetan Robert Waterman te mu je dao ime prema Fairfieldu u Connecticutu, gradu iz kojeg je stigao u Kaliforniju. Danas je najveći broj radno sposobnog stanovništva zaposlen u tvrtki za proizvodnju slastica Jelly Belly te u vojnoj zrakoplovnoj bazi Travis.
U Fairfieldu je živio američki glumac japanskog podrijetla Pat Morita.

## Vanjske poveznice
- Službena stranica (engl.)

### Ostali projekti
|  | Zajednički poslužitelj ima još gradiva o temi Fairfield, Kalifornija |